# 查塔姆蕨鶯
查塔姆蕨鶯是皮特島及芒哲雷特有及已滅絕的鳥類。牠們的近親有蕨鶯，一些學家認為牠們是蕨鶯的亞種，但現時一般都認為是獨立的物種。雖然大部份學者都將查塔姆蕨鶯分類在自己的屬中，但另一些學者則將牠們分類在大尾鶯屬中。

## 描述
查塔姆蕨鶯長約18厘米，翼長5.9-6.7厘米。牠們的下身沒有斑點，胸部呈栗褐色，背部呈深紅褐色。牠們吃昆蟲，但對有關其的生態不明。

## 滅絕
查塔姆蕨鶯最先是於1868年由紐西蘭自然學家查爾斯·特雷爾（Charle Traill）在芒哲雷發現。他用石頭打死了一隻查塔姆蕨鶯，並將其標本送到沃爾特·布勒描述。於1871年的描述中提及牠們在芒哲雷很普遍，而在皮特島的數量則下降了。牠們滅絕主要是因燒林、山羊及兔過份的吃草、及被大家鼠及貓所掠食所致。最後的標本是於1895年射殺並成為沃尔特·罗斯柴尔德的標本，牠們最終於1900年前滅絕。
在紐西蘭的奧克蘭及基督城、美國的劍橋、芝加哥、紐約市及匹茲堡、德國的柏林、英國的倫敦及利物浦、法國的巴黎及瑞典的斯德哥爾摩等地的博物館內存放了查塔姆蕨鶯的標本。

## 外部連結
- OSTEOLOGY AND SYSTEMATICS OF THE FERNBIRDS (BOWDLERIA: SYLVIIDAE)